# Mũi Sa Vĩ
Mũi Sa Vĩ, còn gọi là mũi Gót là mũi đất ở cực đông bắc Việt Nam tọa độ 21°29'33" bắc, 108°4'5" đông thuộc phường Trà Cổ, thành phố Móng Cái, tỉnh Quảng Ninh. Phía bắc là cửa sông Bắc Luân đổ ra biển rộng khoảng 5 km nhìn ra hòn Dậu Gót (1/3 thuộc Việt Nam) đối diện đất Trung Quốc.
Ở mũi Sa Vĩ có dựng một Bức phù điêu hình 3 ngọn thông vươn thẳng lên trời, trên ghi câu thơ của nhà thơ Tố Hữu: "... Từ Trà Cổ rừng dương / Đến Cà Mau rừng đước..."
Ngay gần với Mũi Sa Vĩ là Cụm Thông tin cổ động biên giới Sa Vĩ, được khởi công xây dựng năm 2009, hoàn thành vào tháng 10-2013. Công trình này bao gồm 3 phần: phần quảng trường, phần cụm công trình chính và phần nhà dịch vụ. Khu vực quảng trường trung tâm có hai hàng trụ đá với chất liệu đá tự nhiên lấy từ vùng Hoa Lư - Ninh Bình. Cụm công trình chính được xây dựng với 8 ngọn dương vút thẳng lên trời xanh, chiều cao 27m, được đúc từ bê tông và được mạ một lớp kẽm trên bề mặt.

## Hình ảnh

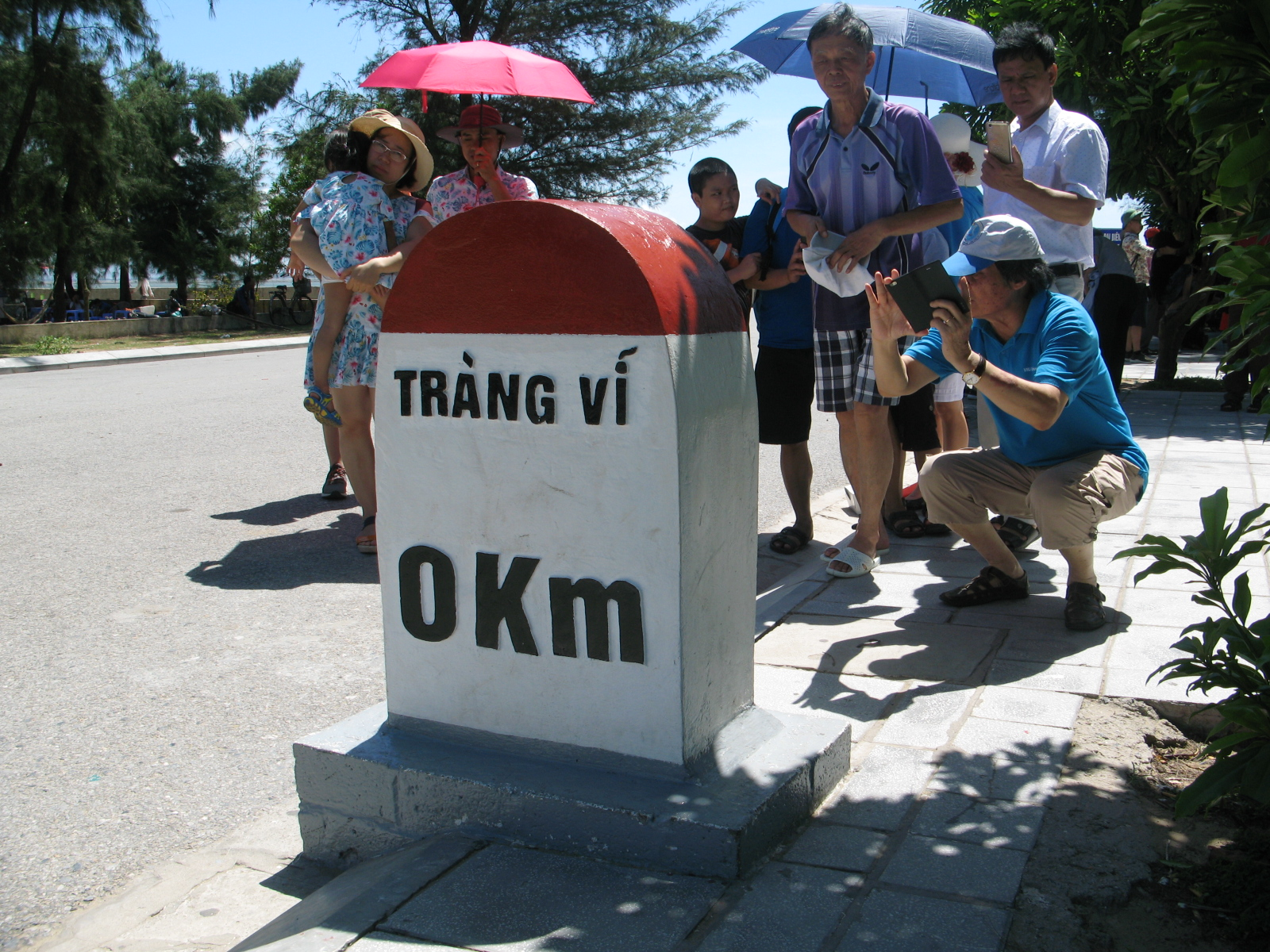
Cột mốc 0 km ở Mũi Sa Vĩ
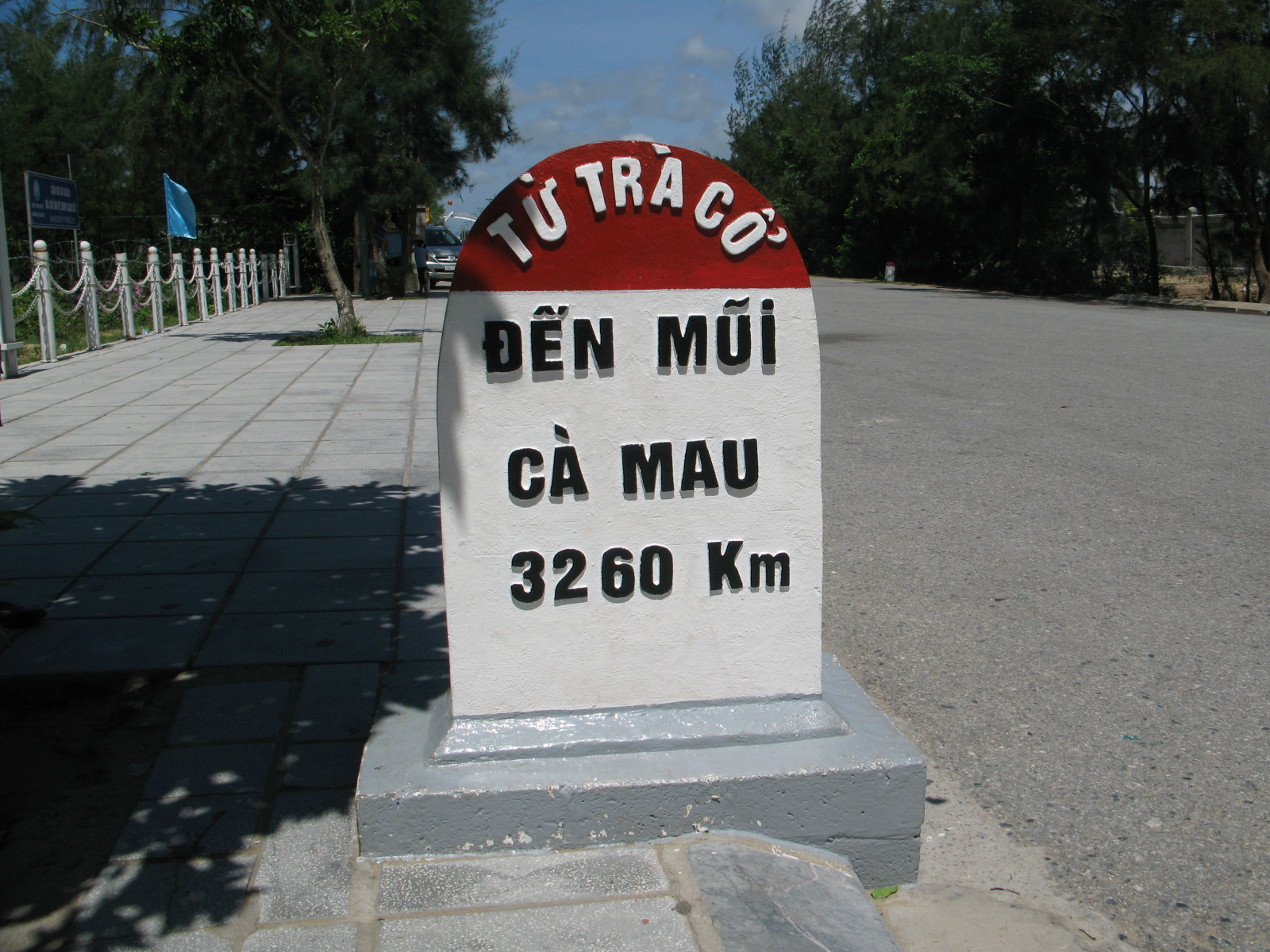
Cột mốc 0 km hướng về phía biên giới
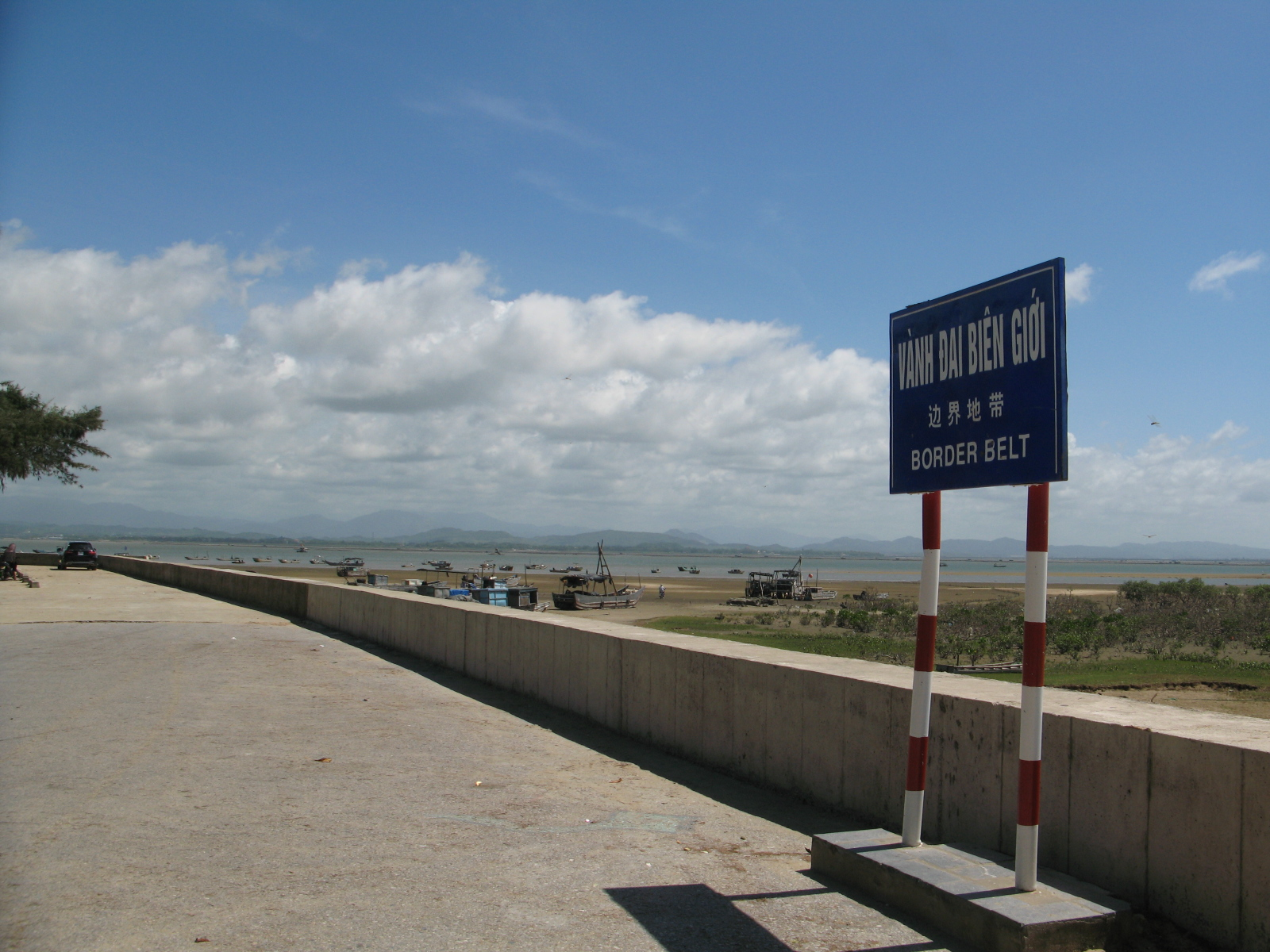
Đường vành đai biên giới, cửa sông Bắc Luân
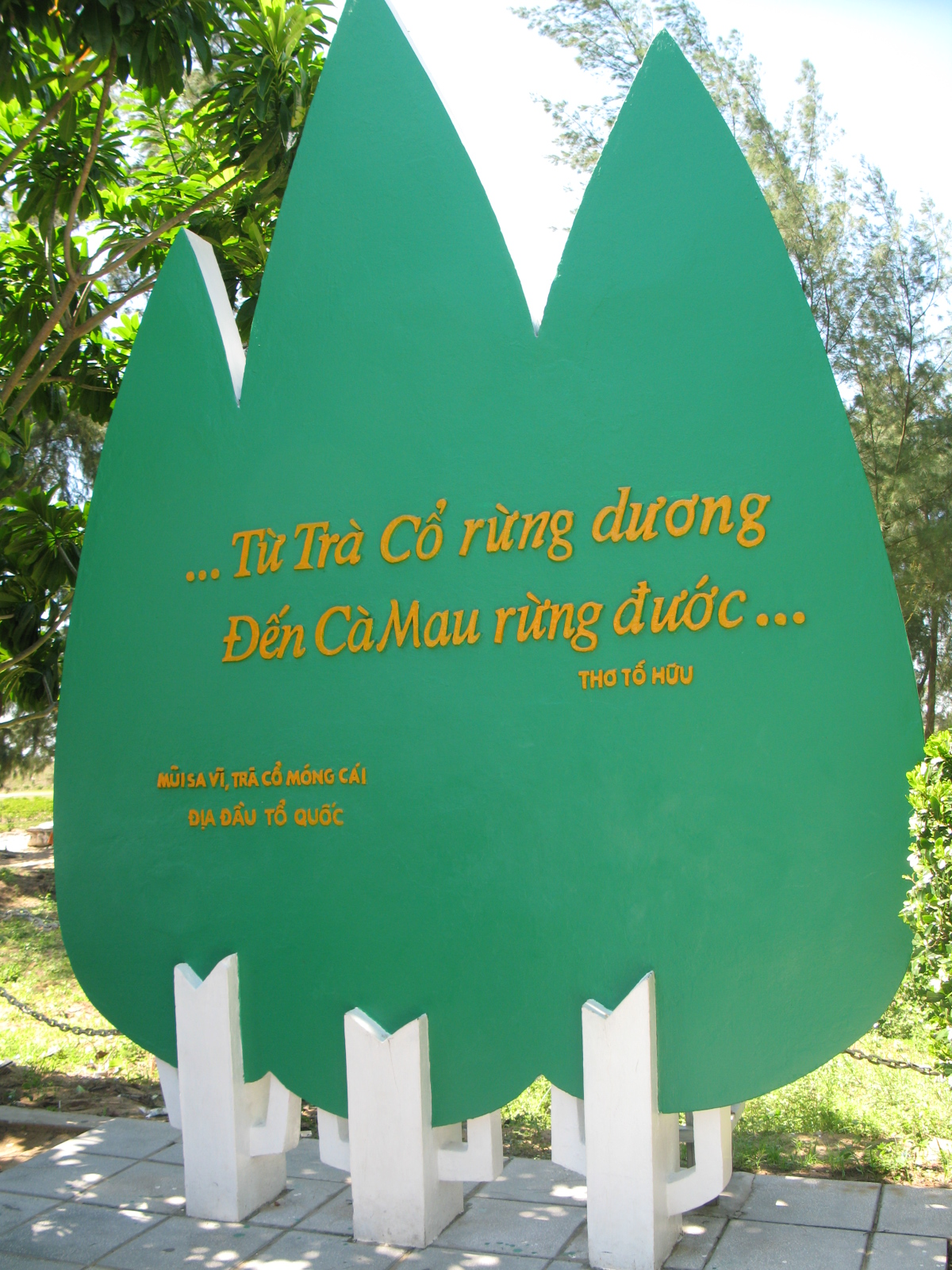
Bức phù điêu hình 3 ngọn thông ghi hai câu thơ
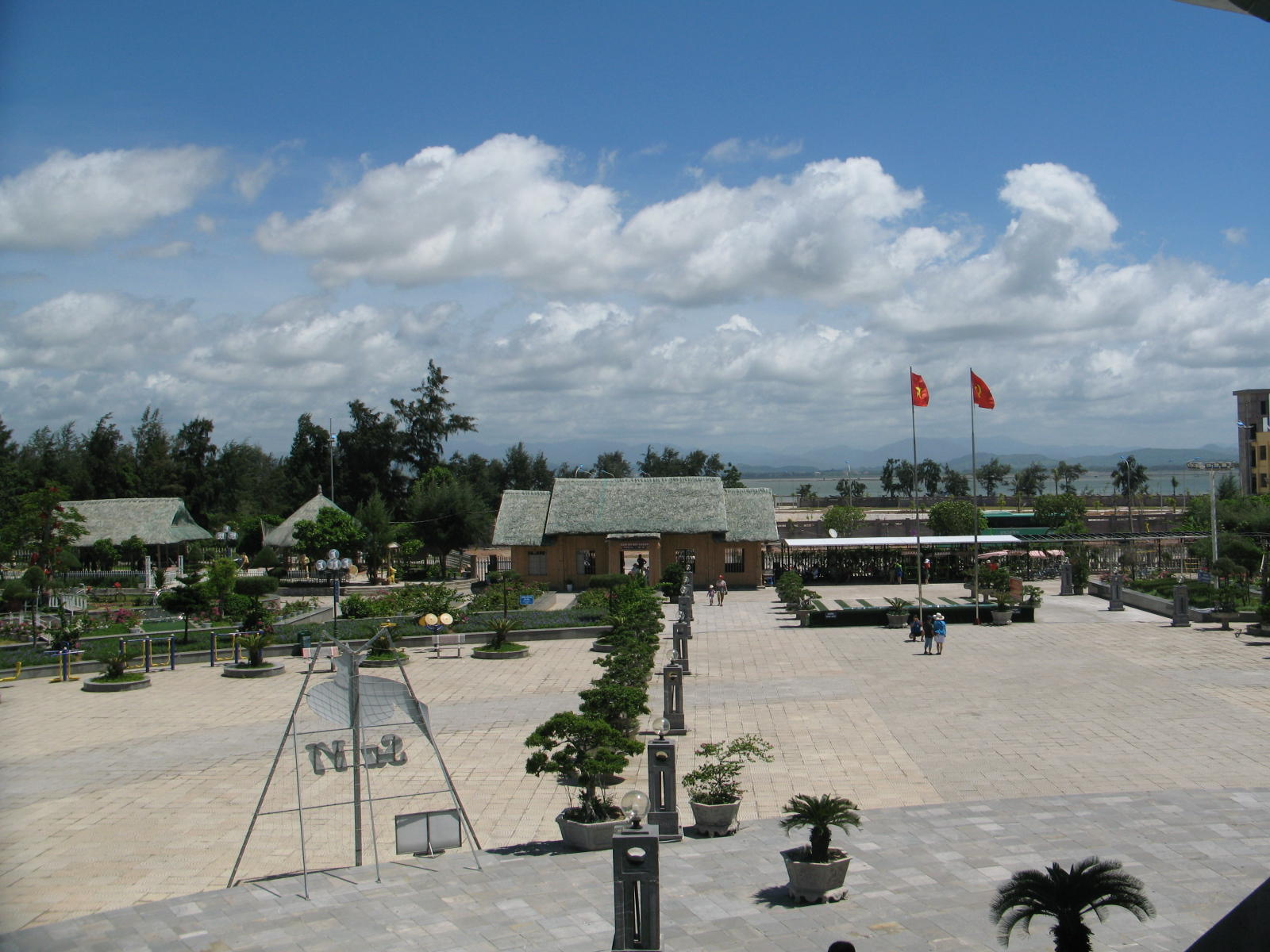
Cụm Thông tin cổ động biên giới Sa Vĩ, phần quảng trường